# 北馬其頓駐外機構列表

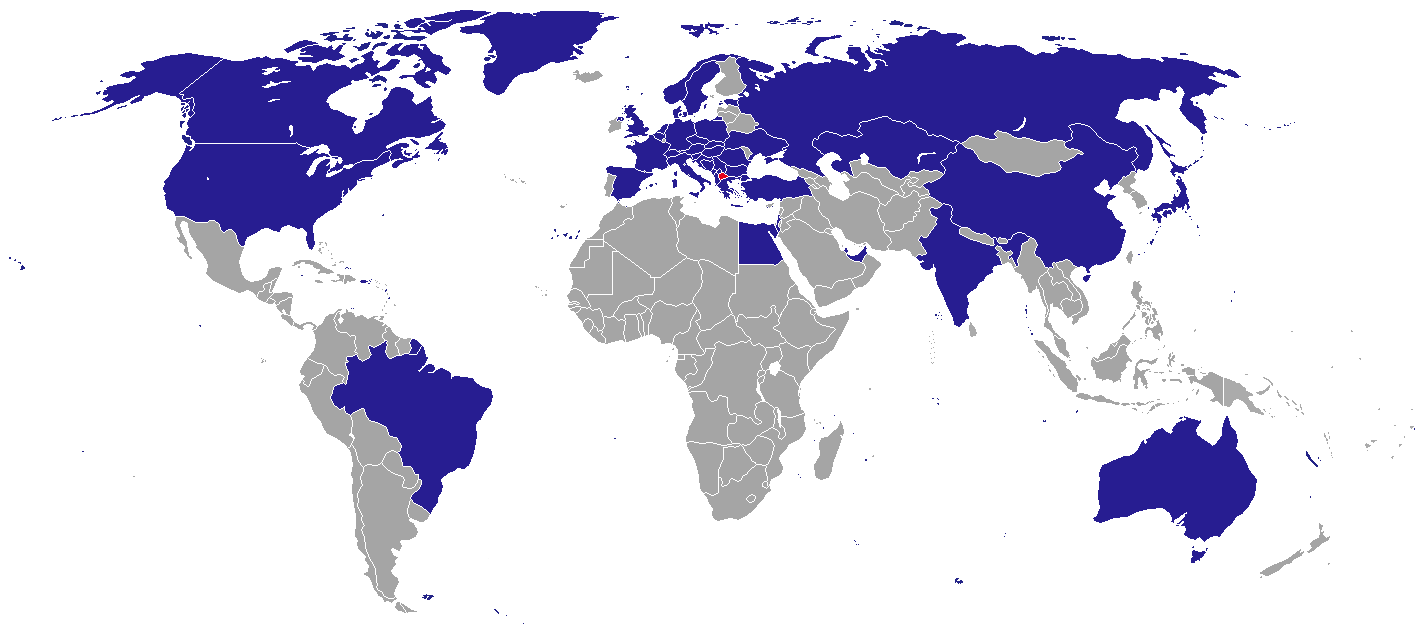
拥有北马其顿驻外使领馆的国家一览

北马其顿駐外機構列表列出了東南歐的巴爾幹半島南部內陸國家北马其顿在各国的大使馆、总领事馆。

## 非洲
- 埃及
  - 开罗 （大使馆）[1]

## 美洲
- 巴西
  - 巴西利亚 （大使馆）[2]
- 加拿大
  - 渥太华 （大使馆）[3]
  - 多伦多 （总领事馆）[3]
- 美国
  - 华盛顿哥伦比亚特区 （大使馆）[3]
  - 芝加哥 （大使馆）[3]
  - 底特律 （大使馆）[3]
  - 卑尔根 （总领事馆）[3]

## 亚洲
- 中國
  - 北京 （大使馆）[4]
- 印度
  - 新德里 （大使馆）[4]
- 以色列
  - 特拉维夫 （大使馆）[4]
- 日本
  - 东京都 （大使馆）[4]
- - 努尔苏丹 （大使馆）[4]
- - 多哈 （大使馆）[4]
- 土耳其
  - 安卡拉 （大使馆）[5]
  - 伊斯坦布尔 （总领事馆）
- 阿联酋
  - 阿布扎比 （大使馆）[4]

## 欧洲
- 阿尔巴尼亚
  - 地拉那 （大使馆）[5]
- 奥地利
  - 维也纳 （大使馆）[5]
- 比利时
  - 布鲁塞尔 （大使馆）[5]
- - 萨拉热窝 （大使馆）[5]
- 保加利亚
  - 索非亚 （大使馆）[5]
- - 萨格勒布 （大使馆）[5]
- 捷克
  - 布拉格 （大使馆）[5]
- 丹麦
  - 哥本哈根 （大使馆）[5]
- 爱沙尼亚
  - 塔林 （大使馆）[5]
- 法國
  - 巴黎 （大使馆）[5]
- 德国
  - 柏林 （大使馆）[5]
  - 波恩 （总领事馆）[5]
  - 慕尼黑 （总领事馆）[5]
- 希腊
  - 雅典 （大使馆）[5]
  - 塞萨洛尼基 （总领事馆）[5]
- 聖座
  - 罗马 （大使馆）[5][a]
- 匈牙利
  - 布达佩斯 （大使馆）[5]
- 義大利
  - 罗马 （大使馆）[5]
  - 威尼斯 （总领事馆）[5]
- 科索沃
  - 普里什蒂纳 （大使馆）[5]
- 蒙特內哥羅
  - 波德戈里察 （大使馆）[5]
- 荷蘭
  - 海牙 （大使馆）[5]
- 挪威
  - 奥斯陆 （大使馆）[5]
- 波蘭
  - 华沙 （大使馆）[5]
- 羅馬尼亞
  - 布加勒斯特 （大使馆）[5]
- 俄羅斯
  - 莫斯科 （大使馆）[5]
- 塞爾維亞
  - 贝尔格莱德 （大使馆）[5]
- 斯洛維尼亞
  - 卢布尔雅那 （大使馆）[5]
- 斯洛伐克
  - 布拉迪斯拉发 （大使馆）[5]
- 西班牙
  - 马德里 （大使馆）[5]
- 瑞典
  - 斯德哥尔摩 （大使馆）[5]
- 瑞士
  - 伯尔尼 （大使馆）[5]
- 乌克兰
  - 基辅 （大使馆）[5]
- 英国
  - 伦敦 （大使馆）[5]

## 大洋洲
- - 堪培拉 （大使馆）[6]
  - 墨尔本 （总领事馆）[6]

## 国际组织
- 布鲁塞尔 （驻欧盟及北约代表团）[7]
- 日内瓦 （常驻联合国代表）[7]
- 纽约 （常驻联合国代表）[7]
- 巴黎 （常驻联合国教科文组织代表）[7]
- 罗马 （常驻联合国粮农组织代表）[7]
- 斯特拉斯堡 （常驻欧洲议会代表）[7]
- 维也纳 （常驻歐洲安全與合作組織代表）[7]

## 外部連結
- 北馬其頓外交部 （页面存档备份，存于）（馬其頓文）（英文）